# 鬼太郎 (角色)

歷代鬼太郎

鬼太郎是日本漫畫家水木茂創作的漫畫《鬼太郎》（早期標題：「墓場鬼太郎」）的主角。母親在鬼太郎誕生前死亡，以人和妖怪能共處的世界為目標而戰鬥。而父親只有以眼球模樣監護鬼太郎。被评为日本最受欢迎的100个动漫角色的第65名。

## 設定

### 外貌

早期漫畫中的鬼太郎有獨眼的位置前後不同的情況

外貌如少年。左眼被長髮遮蓋，嘴里有两颗龅牙。身穿舊時的学童服、学童服的材料為經歷百年的仙人毛髮，身上披著由祖先毛髮編製成的黑黃相間背心，並穿著木屐。
頭髮顏色於原作為銀色或灰色，動畫第二作轉為褐色，並沿用至今。
鬼太郎缺少一隻眼睛的模樣是天生的；但水木茂在「墓場鬼太郎」系列中1964年的一篇作品「おかしな奴」裡畫了另一個版本，內容為當時在墓場裡剛出生的鬼太郎被一旁名叫水木的人類看到，而水木看到嬰兒鬼太郎撲往他身上時受到驚嚇、便趕緊把鬼太郎扔向一旁，使他其中一隻眼睛剛好撞到墓碑上而瞎掉。（2008動畫「墓場鬼太郎」有採用這樣的設定）
初期貸本漫畫時期裡鬼太郎也有和現在缺少左眼相反的缺少右眼的模樣。
當初水木茂創作鬼太郎時，也有從他哥哥的兒子上獲取一些靈感。

### 出生經歷
鬼太郎身穿舊式學生服、黑黃相間背心、腳下踩著下駄，為地球在出現人類之前就存在的種族「幽靈族」的後裔。
當時鬼太郎的父親與母親因生活貧困而賣自身的血給「血液銀行」來賺錢，後來因幽靈族的血液造成被輸血的人類不適而引起血液銀行的注意，之後該公司派員工水木來調查血液而發現了鬼太郎的雙親，後來鬼太郎父母懇求水木保守秘密請他離開後過沒多久、鬼太郎的母親因難產而死亡葬在墓場，之後鬼太郎的父親化身為眼珠老爹帶著從墓場出生的鬼太郎來到了水木家；而水木也同情著剛出生無依靠的鬼太郎而扶養著他，但長大後的鬼太郎因行為怪異讓水木感到恐懼而遭到行為上的限制，而眼珠老爹就帶著感到不自由的鬼太郎離開了水木家到處飄泊。
在後面的故事裡水木因跟蹤鬼太郎父子意外掉入地獄，之後在偶然情況下被來到地獄游蕩的鬼太郎送回人間、又繼續與水木一同寄宿在人類社會裡。
之後的「墓場の鬼太郎」(後來的ゲゲゲの鬼太郎)採用上面的相同劇情設定，但之後鬼太郎父子離開水家後便四處流浪，之後在「ゲゲゲの森」裡安居下來，沒與水木再相遇。
而「ゲゲゲの鬼太郎」的系列動畫和電影裡多只描述鬼太郎在墓場誕生的過程場面，並未提及水木這個角色(動畫第六作是少數的例外之一)。

### 性格
早期「墓場鬼太郎」裡因劇情內容偏向為奇聞異事的漫畫，在性格上較自私、怪異，也有像成人般的抽煙行為。
之後的「ゲゲゲの鬼太郎」風格走向對抗各種不同妖怪的劇情，性格改成會對弱小挺身、不求回報地打敗居心不良妖怪的無私個性，而「ゲゲゲの鬼太郎」的電視系列動畫也都將鬼太郎設定為個性溫和、行為端正的好少年。

### 生活
日常與眼珠老爹一同居住在ゲゲゲの森裡的樹屋裡，會查看妖怪信箱裡有無人類寄來的委託事件或接聽由烏鴉、蟲子們傳送過來關於妖怪在人類世界製造騷動的信息。
因無償地替人們解決妖怪之間的紛爭，財務上並不富裕，原作漫畫中也有沒錢飢餓到打算去垃圾筒裡找剩菜吃的情形。早期漫畫裡較多閒來無事而到處遊晃在人類社會的場面，在之後的作品和電視系列動畫中增加較多貼近人類所做的休閒行為。
（如參加祭典、健行、與妖怪朋友一同煮火鍋等）
平時多與眼珠老爹一同行動，經常在家中遇到前來串門子的鼠男或是無端被捲入由他引起的意外事件。
受到電視動畫第二、三作的影響貓女逐漸設定為鬼太郎身旁親蜜的女朋友，但在貓女成為鬼太郎女友前的1970/07/01作品「その後のゲゲゲの鬼太郎」中；描述對於處理人類與妖怪之間紛爭感到厭倦的鬼太郎來到了海洋上的一個小島，故事最後與島上的土著女孩瑪莉（メリー）結婚而永遠快樂地住在小島上。（但之後並沒有以此故事結局做延伸劇情的作品。）

## 劇中表現

### 漫畫

青少年版本的鬼太郎 ── 「田中ゲタ吉」

初期貸本漫畫時代發表的「墓場鬼太郎」故事情節以鬼太郎遭遇各種奇事、或使周遭人物陷入不幸的內容，當時鬼太郎在角色設定上並未如像現在守序善良的英雄模樣。
在水木茂於雜誌社週刊少年Magazine連載「ゲゲゲの鬼太郎」時才慢慢將鬼太郎塑造成替人類擊退壞妖怪的超级英雄。
1977年至1978年期間以成人漫畫劇情取向連載的「続ゲゲゲの鬼太郎」系列故事當中，長大成青少年的鬼太郎接受了知道他是妖怪身份的民生委員萬助先生勸告，將自己化名為「田中ゲタ吉」融入人類社會、並成為「墓の下高校」就學的高中生，也被老爸眼珠老爹期許未來能考上東京大學。故事中間也曾暗戀過一名名叫「ユリ子」的人類少女。平時靠打工送報賺錢，並將家裡二樓的空房間租借給其他房客以收取房租，但最後多是碰到外表為人類的外星人、或是其他行為怪異的房客所引起的一連串荒誕無厘頭事件。

### 動畫

#### ゲゲゲの鬼太郎
第一作（cv:野澤雅子）：
首度登上電視螢幕的黑白動畫鬼太郎。是生活貧困但個性單純，會為了妖怪與人類之間協和奮戰的幽靈族小孩。
平時的休閒是觀賞靈界電視(靈界テレビ)節目、以及閱讀雜誌週刊「妖怪パンチ」。
第二作（cv:野澤雅子）：
是第一個彩色動畫的鬼太郎，髮色改成與原作不同的棕色，性格上比前一作較多的積極行為發言，但也有像旁觀敘事者般什麼也沒做的場面。
而本作首度出現後續動畫會常採用的「鬼太郎女裝打扮」橋段。
第三作（cv:戶田惠子）：
設定上改成是幽靈族與人類的混血兒。（母亲是人类，父亲是幽灵族）
為加強英雄風格的鬼太郎，是個性強悍、熱血的行動派，與前兩作相比也有較多的大動作的戰鬥場面，並持有著首度在動畫中出現的戰鬥道具「妖怪陶笛」。
性格上看到漂亮的女性會害羞，也常常捲入貓女和第三作登場的人類少女「天童夢子」之間的三角糾紛。
第三作是五個作品中目前唯一背心顏色順序為「黃→黑→黃→黑→黃」的鬼太郎。(其他皆為「黑→黃→黑→黃→黑」)
第四作（cv:松岡洋子）：
為回歸原作漫畫風格的鬼太郎。外貌冷靜、個性成熟沉穩，五個作品裡行事上最有大人風格的鬼太郎，也是最高的。略帶一點慵懶的氣息，也有給人感到陰森的特寫鏡頭。经典台词你背后的影子。
擔任眼珠老爹的聲優「田の中勇」曾表示，最能夠讓他覺得表現出鬼太郎風格的為第四作松岡洋子演出的「帶著成熟大人風味的鬼太郎」。
第五作（cv:高山南）：
造型上設計成較嬌小、纖細可愛的外觀，但帶有許多令人感到陰森的特寫畫面。
在作品中有新增許多原作所沒有的攻擊招式。性格上聰明但懶散，常有躺在家中動也不動的場面，偶尔会热血沸腾，看到漂亮的女性也会害羞。
第六作（cv:澤城美雪）：
造型上同第五作較為嬌小、纖細，髮色跟前幾代相比較接近紅棕色，但帶有許多令人感到陰森的特寫畫面。
性格上較為自私、不坦率，常常以口出惡言的方式給作為人類的犬山真奈忠告，而且在與外人相處時會面無表情，基本上不會主動去管與自己無關的事（除非是有人在妖怪信箱投入委託信或是該事件跟週遭的人有關），對於妖怪和人類之間的界線也分得十分清楚，不但認為人類不應該對妖怪的事過度深入，甚至認定人類和妖怪不可能成為朋友，不過基於過去曾被水木扶養的恩情，還是會對人類出手相救，是歷代鬼太郎中對人類的態度最為消極的，各方面來說都是最接近原作的版本。
每一集片頭曲前的開場白「看得到的世界並非全部，看不見的事物也是存在的。看吧，就在你身後的黑暗之中(見えでる世界が全てじゃない、見えないモノもいるんだ。ほら、君の後ろの暗闇に)」以及每集預告會講的「看不見的世界的大門打開了(見えない世界の扉が開く)」。
在長達50年時代變遷的情形下，本作的「鬼太郎女裝打扮」比過去更上一層樓。

#### 墓場鬼太郎
身上的背心造型不同於「ゲゲゲの鬼太郎」為「黑→黃→黑→黃→黑→黃→黑」七層相間的順序。
臉上的左眼在剛出生時因意外撞上墓碑而瞎掉，被名叫水木的平凡人扶養長大。
性格陰沉怪異、自私，有藉由身上的靈毛背心能通往地獄，並暗戀著居住在同一屋簷下的女學生「寢子」。
（cv:野澤雅子）

### 電影版
由温兹瑛士演出。頭髮與漫畫中同為銀灰色，雖然外型不像原作裡面貌缺一隻左眼，但在電影第二部「千年咒歌」中有把放在桌上的義眼球塞進左眼窩的一幕。
性格上有些優柔寡斷、纖細害臊，墓之下高校肄業。

## 能力
身體
- 頭髮：能夠將妖氣集中在頭髮上後像刺針般地發射出去或將頭髮伸長纏繞對手，在第五作動畫和星野龍一繪製的鬼太郎漫畫「ゲゲゲの鬼太郎 妖怪千物語」中能把一整撮頭髮變成標槍，另外毛髮也能用來當做偵測敵方妖氣的雷達，不過在原作中其實有因使用頭髮針導致失去大半的頭髮，甚至有過全部都失去導致要等頭髮長回來才能再使用的狀況。
- 手：可將手從身體分離、並進行遠端操控。
- 手指：手指能做出像子彈般發射出去的「指鐵砲」攻擊，動畫第五期是能將手指尖端的空氣壓縮後射擊，第六作則改為從手指尖端放出光彈。
- 口：口中能將妖氣化為高熱放射，另有從口中噴出火燄或水等不同場合。
- 舌：能伸長捆綁對方。
- 胃液：體內的胃液能溶解任何東西，但在胃裡有養著一隻不怕他胃液的蛇。[8]
- 體內電擊：體內有蓄电池般的能量，可以放出和吸收電力。
- 不死之身：身體即使被對手化成液體、做成食物、烧成灰或變成樹都可以復活。如荣螺鬼的话数，历代都是压扁被吃后，分解从毛细孔出来复原。
  - 在星野龙一改编的妖怪千物语里，改成被半鱼人做成鱼板，被吃后从毛细孔出来复原。[9]

- 保護色：和周遭景色融為一體，難以被人察覺。

道具
- 遙控木屐：以腦波控制木屐進行遠端打擊。

在原著漫画与第四作里木屐有走上彩虹的功能。彩虹被設定為連接现实世界与梦境世界的桥。
- 靈毛背心：鬼太郎身上的背心是由祖先的毛髮編製成的，除了能保護自身外也夠能吸收對方的妖氣。
- 妖怪陶笛：動畫第三作登場的道具，除了能用來吹奏招喚我方伙伴的音信外，在吹口的地方能伸出鞭繩、棒柱攻擊。而動畫第四作的陶笛吹口只能伸出鞭繩。

其它技能
- 破解對方身份：詢問對方106道問題後；在紙上把各種問題的答案作關係連結，即可識出對方的真正身份。電視動畫中另有「74質問」、「108質問」等不同版本。
- 逆魔法：雙手拿起腳下的木屐來反向破解對手的魔法。
- 地獄流放：將行為不良的惡人流放到地獄懲處。
- 地獄的鑰匙：在第五作動畫中出現，原本存在於與幽靈族關係友好的天羽一族的倖存者身上，後來將地獄的鑰匙轉換到鬼太郎身上；可透過地獄的鑰匙，把地獄的力量召喚到人間使用，例如地獄之火、武賴針等，是非常強大的力量；此外，地獄的鑰匙必須經過地獄中的人同意才可使用。
- 與動物溝通：能和烏鴉、蟲子等動物對話。
- 來回靈界：鬼太郎能夠自由來回於靈界與現世之間。動畫第五期是依靠靈毛背心，第六期是以幽靈族的能力移動。

## 飾演者

### 配音員
日本
- 野澤雅子 － 第一作～第二作（1968–1972）、墓場鬼太郎（2008）
- 戶田惠子 － 第三作～地獄篇（1985–1988）
- 松岡洋子 － 第四作（1996–1998）
- 高山南 － 第五作（2007–2009）
- 澤城美雪 － 第六作（2018）

台灣
- 陶敏嫻 － 第四作-超視版
- 詹雅菁 － 第四作-Animax版、第五作
- 邱佩轝 － 第六作
- 馮嘉德 —  電影版妖怪手錶：光影之卷 鬼王的復活

香港
- 沈小蘭 － 第三作-ATV版
- 譚美瓊 － 第三作-Animax版
- 袁淑珍 － 第四作-劇場版3
- 程文意 － 第四作-ATV版
- 曾佩儀 － 第四作-有線版
- 黃紫嫻 － 第四作-Animax版
- 黃玉娟 － 第五作-TVB版
- 鄭佩嘉 － 第五作-Animax版
- 陳安瑩 － 電影版妖怪手錶：光影之卷 鬼王的復活

### 演員
- 温兹瑛士 － 電影版

## 資料參考
1. ↑  宛若梦幻-日本妖怪奇谭\陕西人民出版社\ 207頁isbn=9-78-722408529-7 http://www.youtube.com/watch?v=qh9C18aUcRg&feature=plcp （页面存档备份，存于）
2. ↑  . 一迅社. 2007: 91頁. ISBN 4-7580-1070-6.
3. ↑  . 小学館. 2004: 22~35頁. ISBN 4-09-220322-5.
4. ↑  . 扶桑社. 1995: 「貧乏劇画家」. ISBN 4-594-01736-3.
5. ↑  . 扶桑社. 1995: 「皮はぎ魔」. ISBN 4-594-01736-3.
6. ↑  . 扶桑社. 1995: 「円盤じいさん」、「精露丸」、「立体テレビ」. ISBN 4-594-01776-2.
7. ↑  . 講談社. 2006: 324頁. ISBN 4-06-213742-9.
8. ↑  . 小学館. 2004: 17頁. ISBN 4-09-220322-5.
9. ↑  鬼太郎新妖怪千物语1 p154-p156